# فايرباوغ (كاليفورنيا)
فايرباوغ (بالإنجليزية: Firebaugh )‏ هي إحدى مدن مقاطعة فريسنو، كاليفورنيا. تم إعطاءها لقب مدينة في 17 سبتمبر، 1914.

## التركيبة السكانية
حدّد مكتب تعداد الولايات المتحدة بيانات التركيبة السكانية لفايرباوغ في تعداد الولايات المتحدة. في ما يلي، التركيبة السكانية حسب تعدادي 2000 و2010.

### تعداد عام 2000
بلغ عدد سكان فايرباوغ 5,743 نسمة بحسب تعداد عام 2000، وبلغ عدد الأسر 1,418 أسرة وعدد العائلات 1,247 عائلة مقيمة في المدينة. في حين سجلت الكثافة السكانية 620.9 نسمة لكل كيلومتر مربع (1,608.1/ميل2). وبلغ عدد الوحدات السكنية 1,581 وحدة بمتوسط كثافة قدره 170.9 لكل كيلومتر مربع (442.6/ميل2).
وتوزع التركيب العرقي للمدينة بنسبة 43.60% من البيض و1.15% من الأمريكيين الأفارقة و1.36% من الأمريكيين الأصليين و0.87% من الأمريكيين ذوي الأصول الآسيوية و0.02% من سكان جزر المحيط الهادئ و48.51% من الأعراق الأخرى و4.49% من عرقين مختلطين أو أكثر و87.52% من الهسبانيون أو اللاتينيون من أي عرق.
بلغ عدد الأسر 1,418 أسرة كانت نسبة 65.5% منها لديها أطفال تحت سن الثامنة عشر تعيش معهم، وبلغت نسبة الأزواج القاطنين مع بعضهم البعض 66.4% من أصل المجموع الكلي للأسر، ونسبة 14.7% من الأسر كان لديها معيلات من الإناث دون وجود شريك، بينما كانت نسبة 6.8% من الأسر لديها معيلون من الذكور دون وجود شريكة وكانت نسبة 12.1% من غير العائلات. تألفت نسبة 9.4% من أصل جميع الأسر من عدة أفراد يعيشون في نفس المنزل ونسبة 4.9% كانت تتألف من شخص يعيش بمفرده يبلغ من العمر 65 عاماً أو أكثر. وبلغ متوسط حجم الأسرة المعيشية 4.01، أما متوسط حجم العائلات فبلغ 4.28.
بلغ العمر الوسطي للسكان 24.9 عاماً. وكانت نسبة 39% من القاطنين تحت سن الثامنة عشر، وكانت نسبة 10.7% بين الثامنة عشر والرابعة والعشرين عاماً، ونسبة 28.4% كانت واقعةً في الفئة العمرية ما بين الخامسة والعشرين والرابعة والأربعين عاماً، ونسبة 14.6% كانت ما بين الخامسة والأربعين والرابعة والستين، ونسبة 6.2% كانت ضمن فئة الخامسة والستين عاماً فما فوق. يوجد لكل 100 أنثى 108.4 ذكر، ويوجد لكل 100 أنثى في الثامنة عشر من عمرها فما فوق 105.8 ذكر.
بلغ متوسط دخل الأسرة في المدينة 31,533 دولارًا، أما متوسط دخل العائلة فبلغ 33,018 دولارًا. وكان متوسط دخل الذكور 24,213 دولارًا مقابل 17,829 دولارًا للإناث. وسجل دخل الفرد الخاص بالمدينة 9,290 دولارًا. وكانت نسبة 20% من العائلات ونسبة 22.5% من السكان تحت خط الفقر، وكان من هؤلاء نسبة 27.9% تحت سن الثامنة عشر ونسبة 24.3% في الخامسة والستين من العمر وما فوق.

### تعداد عام 2010
بلغ عدد سكان فايرباوغ 7,549 نسمة بحسب تعداد عام 2010، وبلغ عدد الأسر 1,920 أسرة وعدد العائلات 1,678 عائلة مقيمة في المدينة. في حين سجلت الكثافة السكانية 816.1 نسمة لكل كيلومتر مربع (2,113.7/ميل2). وبلغ عدد الوحدات السكنية 2,096 وحدة بمتوسط كثافة قدره 226.6 لكل كيلومتر مربع (586.9/ميل2).
وتوزع التركيب العرقي للمدينة بنسبة 62.46% من البيض و0.93% من الأمريكيين الأفارقة و1.54% من الأمريكيين الأصليين و0.53% من الأمريكيين ذوي الأصول الآسيوية و31.41% من الأعراق الأخرى و3.14% من عرقين مختلطين أو أكثر و91.23% من الهسبانيون أو اللاتينيون من أي عرق.
بلغ عدد الأسر 1,920 أسرة كانت نسبة 62.9% منها لديها أطفال تحت سن الثامنة عشر تعيش معهم، وبلغت نسبة الأزواج القاطنين مع بعضهم البعض 61.4% من أصل المجموع الكلي للأسر، ونسبة 16.5% من الأسر كان لديها معيلات من الإناث دون وجود شريك، بينما كانت نسبة 9.5% من الأسر لديها معيلون من الذكور دون وجود شريكة وكانت نسبة 12.6% من غير العائلات. تألفت نسبة 10.3% من أصل جميع الأسر من عدة أفراد يعيشون في نفس المنزل ونسبة 4.9% كانت تتألف من شخص يعيش بمفرده يبلغ من العمر 65 عاماً أو أكثر. وبلغ متوسط حجم الأسرة المعيشية 3.93، أما متوسط حجم العائلات فبلغ 4.17.
بلغ العمر الوسطي للسكان 26.4 عاماً. وكانت نسبة 36% من القاطنين تحت سن الثامنة عشر، وكانت نسبة 12.1% بين الثامنة عشر والرابعة والعشرين عاماً، ونسبة 25.5% كانت واقعةً في الفئة العمرية ما بين الخامسة والعشرين والرابعة والأربعين عاماً، ونسبة 19.9% كانت ما بين الخامسة والأربعين والرابعة والستين، ونسبة 6.5% كانت ضمن فئة الخامسة والستين عاماً فما فوق. وتوزع التركيب الجنسي للسكان بنسبة 51.5% ذكور و48.5% إناث.